# Daphnia carinata
Daphnia carinata är en kräftdjursart. Daphnia carinata ingår i släktet Daphnia och familjen Daphniidae. Inga underarter finns listade i Catalogue of Life.